# Clown-Spitzkopfkugelfisch
Der Clown-Spitzkopfkugelfisch (Canthigaster callisterna), auch Weißband-Spitzkopfkugelfisch genannt, ist mit einer Maximallänge von 23 Zentimeter der zweitgrößte Vertreter seiner Gattung. Er lebt im südwestlichen Pazifik, um Australien, Neuseeland, Neu-Kaledonien, den Lord-Howe-Insel, der Norfolk-Insel und den Kermadec-Inseln in einer Tiefe von 5 bis 250 Metern.
Die Fische haben eine hellbraune Oberseite und einen hellen Bauch. Ein weißes, mittel- oder dunkelbraun gesäumtes Längsband zieht sich von der Schnauze bis zum Schwanzende. Ober- und Unterkante der Schwanzflosse sind dunkel bis schwarz. Überall mustern feine blaue Linien und Punkte den Kugelfisch.
Der Clown-Spitzkopfkugelfisch ist noch wenig erforscht.